# Kumimanu
A Kumimanu a madarak osztályába pingvinalakúak a rendjébe, ezen belül a pingvinfélék családjába tartozó fosszilis nem.

## Megjelenés
Magassága 1,8 méter lehetett.

## Kihalása
56 millió éve halt ki.

## Földtörténeti időszaka
A kainozoikumban élt.

## Életmód
A déli félteke tengereiben élt.